# Sermong
Sermong is een bestuurslaag in het regentschap Sumbawa Barat van de provincie West-Nusa Tenggara, Indonesië. Sermong telt 940 inwoners (volkstelling 2010).